# 앤 클라인

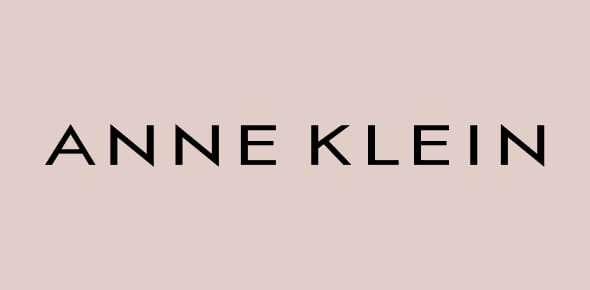

앤 클라인(Anne Klein, 1923년 8월 3일 ~ 1974년 3월 19일)은 미국의 패션 디자이너이자 사업가이다. 앤 클라인 앤드 컴퍼니(Anne Klein & Company)의 설립자이다.
1968년 앤 클라인 앤드 컴퍼니를 Gunther Oppenheim과 함께 공동 설립하고 10년 내에 그녀의 디자인은 미국 내 750곳 이상의 백화점과 양품점에서 판매되었다.
1974년 3월 19일 뉴욕주 뉴욕시 마운트시나이병원에서 유방암으로 사망했다.